# Западный жилой массив

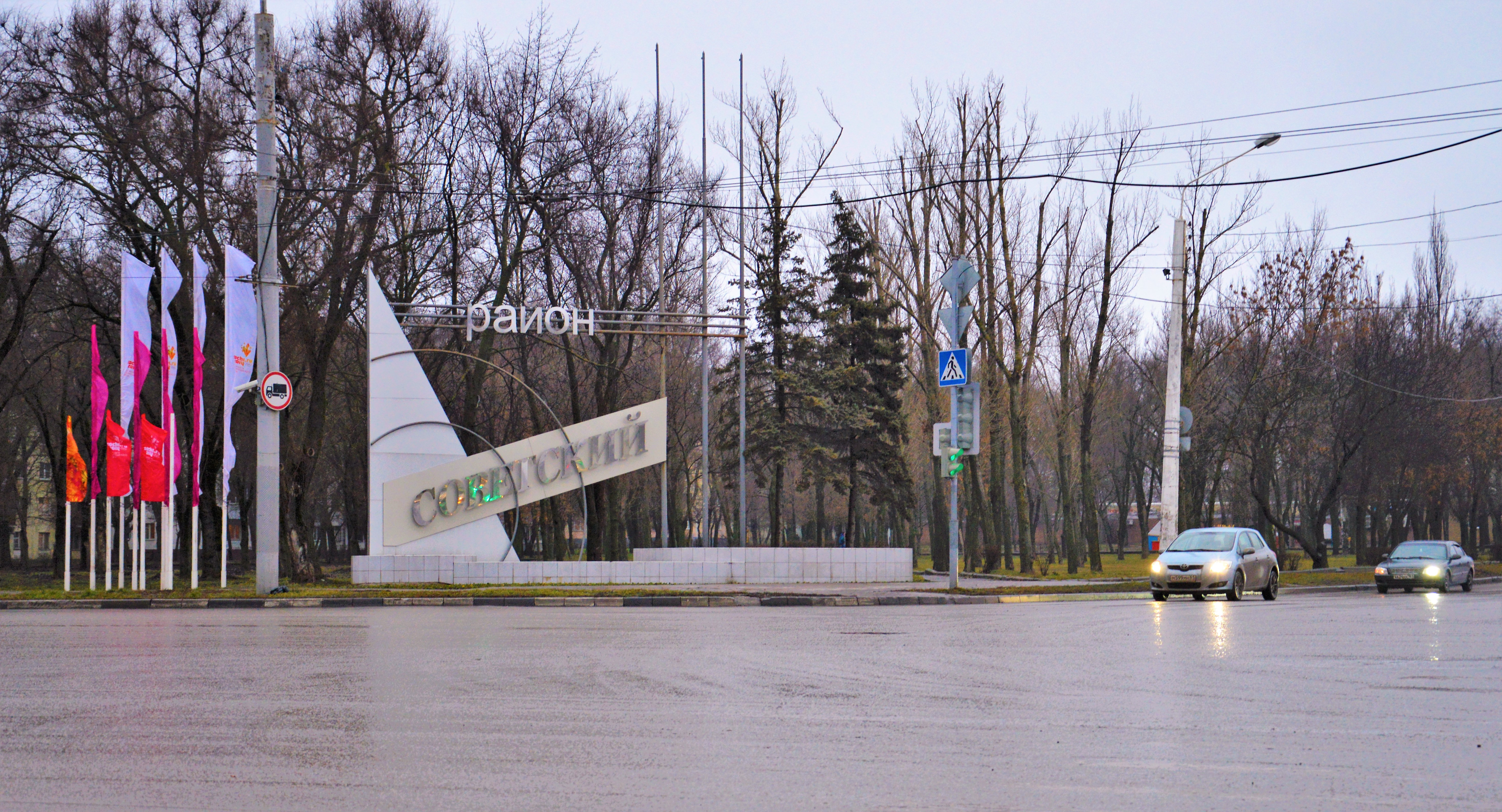
Разделитель на границе Советского и Железнодорожного районов города Ростова-на-Дону

За́падный жило́й масси́в (ЗЖМ, среди жителей Ростова-на-Дону используется просто Западный) — один из двух жилых массивов Ростова-на-Дону, находится в западной части города.

## История
В конце пятидесятых — начале шестидесятых годов XX века в юго-восточной части западной окраины Ростова появились первые двухэтажки. Уже тогда рядом велось строительство подшипникового завода, который стал десятым в СССР. Дома в микрорайоне росли невероятными темпами. Вслед за жилыми домами в микрорайоне появился первый магазин, его назвали «Новосёл», первая школа № 92, первый торговый центр «Черёмушки», первый детский комбинат «Одуванчик», архитектурные ансамбли парков, площадей и бульваров, характерных для советского модернизма 60-х. В 1970 году Ростов-на-Дону был награжден орденом Ленина за успехи в хозяйственном и культурном строительстве, в особенности за развитие Советского района в ЗЖМ.
Через три года Западный жилой массив напоминал город-спутник. За короткое время здесь появились две промышленные зоны: Западная и Северо-Западная. И назвали в народе Западный жилой массив городом Советском.
В 2023 году Западный жилмассив вошёл в список лучших районов для жизни в Ростове-на-Дону, заняв второе место.

## Микрорайоны
По административно-территориальному устройству Западный жилой массив входит в состав Советского района Ростова-на-Дону. Здание администрации района находится на Коммунистическом проспекте.
Западный жилой массив разделён на 16 микрорайонов:
- 1-й микрорайон (границы: с юга — улица Ерёменко, с запада — улица Малиновского, с севера — Западная улица, с востока — улица Шишкина (Ростовский юридический институт МВД России);
- 2-й микрорайон (границы: с юга — улица 339-й Стрелковой Дивизии, с запада — улица Малиновского, с севера — улица Ерёменко, с востока — улица Зорге);
- 3-й микрорайон (границы: с юга — Благодатная улица, с запада — улица Малиновского (Ростовская Областная клиническая больница № 1), с севера — улица 339-й Стрелковой Дивизии, с востока — улица Зорге);
- 4-й микрорайон (границы: с юга — улица 339-й Стрелковой Дивизии, с запада — улица Зорге, с севера — улица Ерёменко, с востока — улица Содружества);
- 5-й микрорайон (границы: с юга — улица Андрея Сладкова, с запада — улица Зорге, с севера — улица 339-й Стрелковой Дивизии, с востока — улица Содружества);
- 6-й микрорайон (границы: с запада — улица Зорге, с юга — проспект Стачки, с севера — Стабильная улица, с востока — Мичуринская улица);
- 7-й микрорайон (границы: с юга — проспект Стачки, с запада — улица Малиновского, с севера — Стабильная улица, с востока — улица Мильчакова);
- 8-й микрорайон (границы: с юга — Коммунистический проспект, с запада — улица Малиновского, с севера — проспект Стачки, с востока — улица города Ле-Ман);
- 9-й микрорайон (границы: с юга — Коммунистический проспект, с запада — улица города Ле-Ман, с севера — проспект Стачки, на востоке — улица Зорге);
- 10-й микрорайон (границы: с запада — улица Зорге, с севера — проспект Стачки, с юга — Коммунистический проспект, на востоке — улица Тружеников);
- 11-й микрорайон (границы: с севера — Коммунистический проспект, с юга — 2-я Краснодарская улица, с запада — улица Малиновского, на востоке — улица города Ле-Ман);
- 12-й микрорайон (границы: с запада — улица города Ле-Ман, с севера — Коммунистический проспект, с юга — 2-я Краснодарская улица, с востока — бульвар Дружбы);
- 13-й микрорайон (границы: с запада — бульвар Дружбы, с севера — Коммунистический проспект, с юга — 2-я Краснодарская улица, с востока — Прогрессивная улица);
- 14-й микрорайон (границы: с запада — Прогрессивная улица, с севера — Коммунистический проспект, с юга — 2-я Краснодарская улица, с востока — улица Тружеников);
- 15-й микрорайон (границы: с запада — улица Малиновского, с севера — 2-я Краснодарская улица, с юга — Коммунистический проспект, с востока примыкает 16-й микрорайон);
- 16-й микрорайон (границы: с севера — 2-я Краснодарская улица, с юга — Извилистая улица, с запада примыкает 15-й микрорайон, с востока микрорайон граничит с садоводческим товариществом «Победа»).